# Georg Emmerich (Mediziner)
Georg Emmerich (* 13. Juli 1665 oder am 5. Mai 1672 in Königsberg; † 10. oder 11. Mai 1727 ebenda) war ein deutscher Mediziner, Professor und Senator der Universität sowie Bürgermeister in Königsberg.

## Leben
Emmerich stammte aus einem schlesischen Patriziergeschlecht, welches anfänglich in Görlitz aktiv war. Sein Vater Georg (1609-Mai 1672) stammt aus Friedberg und ist in Königsberg aktiv geworden. Seine Mutter hieß Barbara Grünberger und war die Witwe des Kirchenvorstehers in Kneiphof David Stagnetus. Emmerich hatte die Schule in der Königsberger Altstadt besucht und 1683 ein Studium der Medizin an der Universität Königsberg aufgenommen. Am 12. Dezember 1692 wurde er an der Universität Leiden zum Doktor der Medizin promoviert.
Zurückgekehrt nach Königsberg, wurde er 1693 außerordentlicher Professor an der medizinischen Fakultät. 1710 stieg er zum vierten ordentlicher Professor auf, wurde 1711 dritter Professor und 1713 zweiter ordentlicher Professor. In diesen Eigenschaften beteiligte er sich auch an den organisatorischen Aufgaben der Königsberger Hochschule und war in den Wintersemestern 1715/16, 1719/20 sowie 1723/24 Rektor der Alma Mater. Zudem hatte er sich als Stadtrat in Löbenicht an den kommunalen Aufgaben der Stadt beteiligt. Er wurde Bürgermeister von Löbenicht und 1724 dritter Bürgermeister der Königsberger Altstadt.

## Familie
Aus seiner im November 1695 geschlossenen Ehe mit Dorothea Pöpping, der Witwe des Georg Raakmann stammen Kinder. Von diesen kennt man
- Anna Regina ⚭ 26. November 1715 mit dem Hofgerichtsrat Johann Boltz[4]
- Barbara Dorothea ( † 1707, 12. Jahre alt)
- Katharina Sophia (* 29. Oktober 1700; † 1703)

## Werke
- Dissertatio Medica, De Phlebotomia, An scilicet Causam morbi tollat? Königsberg 1693.
- Dissertatio Medica De Ratione Et Experientia Medica. Königsberg 1693.
- Dissertatio Medica Sistens Theelogiam Eiusque Infusum. Königsberg 1698.
- Dissertatio Medica : Qua Thesium Medicarum Pentas Et totidem Paradoxorum, Sub Umbone Numinis Altissimi Consensu Amplissimi Medicorum Ordinis In Academia Albertina. Königsberg 1698.
- Dissertatio Medica De Morbo Marino Navigantibus Prima Inprimis Vice Familiari. Königsberg 1700.
- Dissertatio physico-medica de frigore correptis. Königsberg 1701.
- Exercitatio physico-medica, de duumviratu Helmontiano. Königsberg 1702.
- Disputatio Medica Proponens Concionatorum Diætam Seu Sanitatis Conservationem. Königsberg 1704 (vd18-proto.bibliothek.uni-halle.de).
- Dissertatio medica, de febre virginum amatoria ex amore. Königsberg 1708.
- Dissertationum medicarum de connubio Astraeae cum Apolline, circa medicinam forensem, prima de inspectione cadaveris in genere, Von der Obduction. Königsberg 1710.
- Dissertationum medicarum de connubio Astraeae cum Apolline circa medicinam forensem, secunda, de vulnere lethali in genere, Von einer tödlichen Wunde. Königsberg 1711.
- Dissertatio medica de usu et abusu medicinae. Königsberg 1713.
- Dissertationum medicarum de connubio Astraeae cum Apolline circa medicinam forensem tertia. De vulneribus lethalibus, in specie, Von Tödtlichen Wunden. Königsberg 1713, 1715.

Schriften die in der Literatur erscheinen jedoch nicht nachweisbar sind.
- De concionatorum diaeta.
- De inspiratione.
- De febre virginum, amatoria.
- De frigore correptis.